# 软件开发
软件开发（英語：Software development）是根据用户要求建造出软件系统或者系统中软件部分的一个产品开发的過程。软件开发是一项包括需求获取、开发规划、需求分析和设计、编程实现、软件测试、版本控制的系统工程。换句话说，软件开发就是一系列最终构建出软件产品的活动。软件开发可能包括研究、新的开发工作、修改、复用、重新设计（再工程）、维护，或者任何最终获得软件产品的其他活动。尤其是在软件开发过程的初始阶段，其中可能会涉及许多的部门，包括市场营销、工程设计、研究与开发以及一般意义上的管理。
“软件开发”一词还可能是指计算机编程，也就是编写和维护源代码的过程。软件一般是通过某种或数种程序设计语言、在特定的计算机平台上实现的。通常采用软件开发工具可以进行开发。